# Воля-Задеревацкая
Воля-Задеревацкая (укр. Воля-Задеревацька) — село в Моршинской городской общине Стрыйского района Львовской области Украины.
Население по переписи 2001 года составляло 871 человек. Занимает площадь 8,2 км². Почтовый индекс — 82486. Телефонный код — 3245.

## История
В 1946 году указом ПВС УССР село Воля-Задеревецкая переименовано в Задеревцы.